# فريزة (جنس)
الفَرِيْزَة أو الفِريزية جنس من النباتات المزهرة العشبية المعمرة من الفصيلة السوسنية ، وصفها كرِسْتيَن فرِدْرِش إكْلُن (1886) بأنها جنس لأول مرة في عام 1866 وسميت على اسم عالم النبات والممارس الطبي الألماني افرِدْرِش فريز (1795-1876). موطنها الأصلي في الجانب الشرقي من جنوب إفريقية، من كينيا جنوباً إلى جنوب إفريقية. تُضمن اليوم أنواع الجنس السابق Anomatheca في فَريزَة. النباتات المعروفة بهذا الاسم فريزة مع أزهار عطرة على شكل قمع، هي نباتات هجينة من عدد من أنواعها. تزرع بعض الأنواع الأخرى أيضاً لتكون نباتات الزينة.

## وصف
أوراقها قرصية الانتشاب سيفية الشكل ثنائية الصف. أزهارها بُوقيَّة الشكل سداسية الأقسام عطرية العرف منا الأبيض والأصفر والبرتقالي والوردي، إلخ. وهي متتابعة الارتكاز من جهة واحدة يجمعها شمراخ وحيد يعلو نحو 30 سم. إزهارها يستمر طوال فصل الربيع.

## معرِض الصور

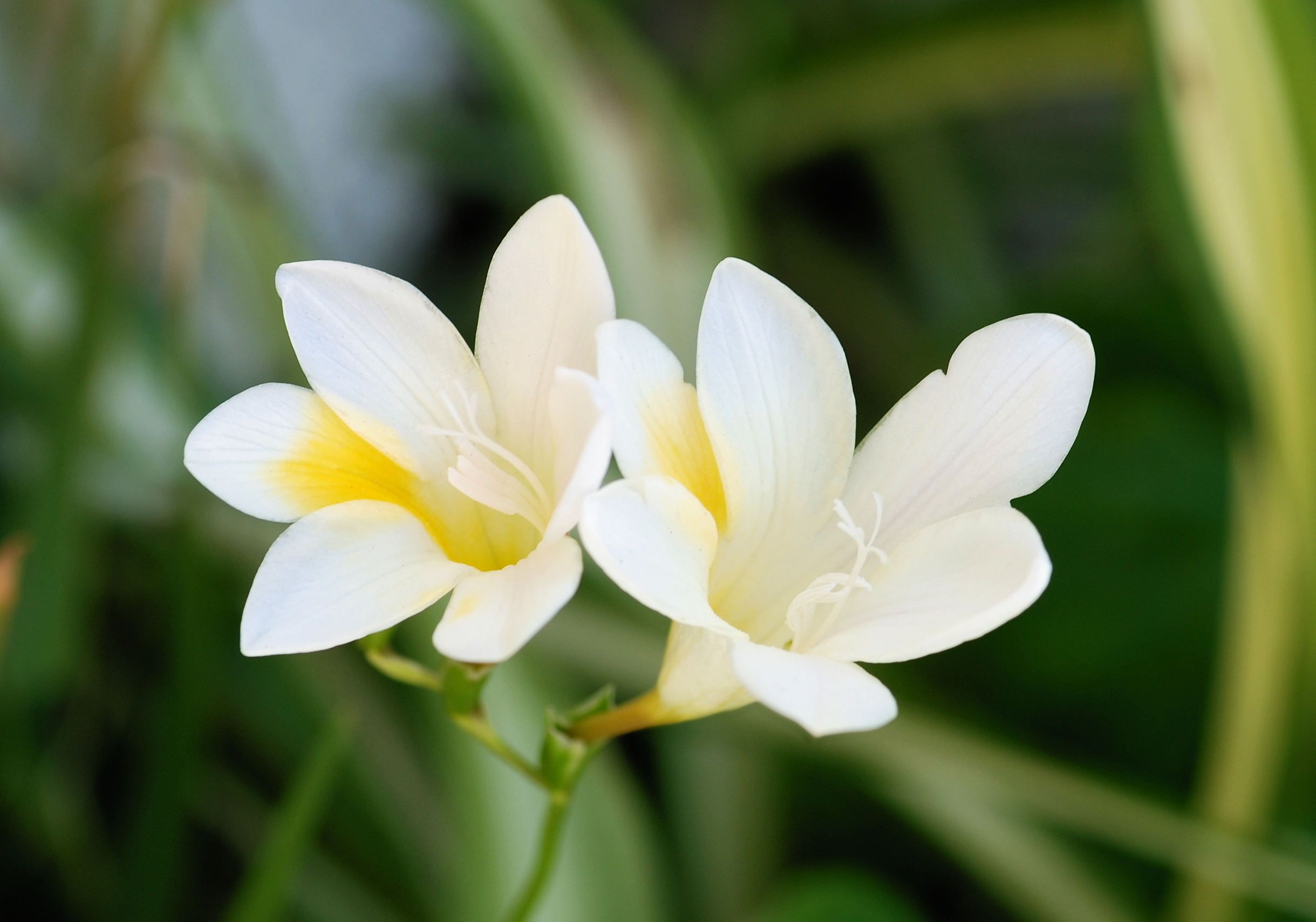
فريزة بيضاء
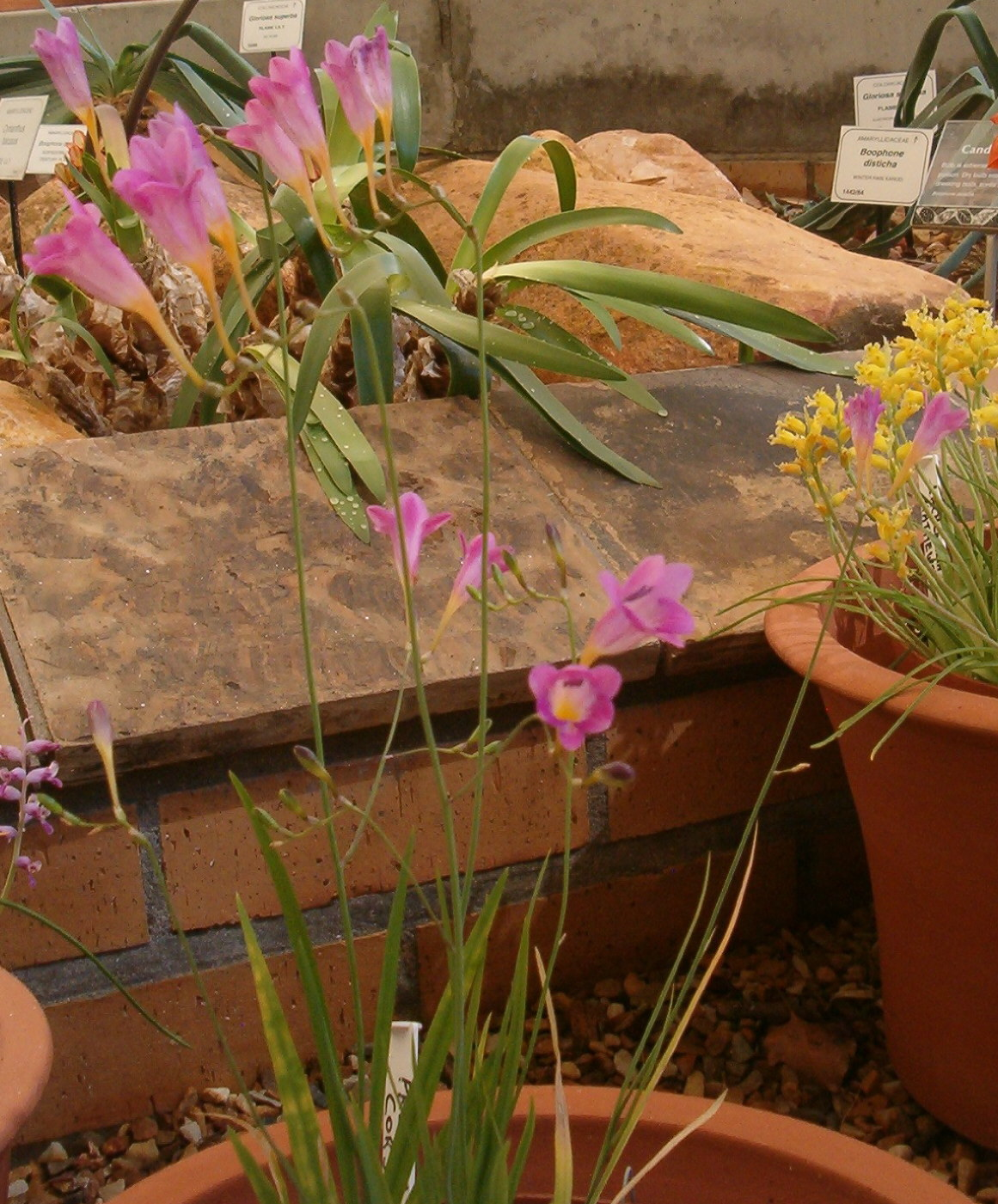
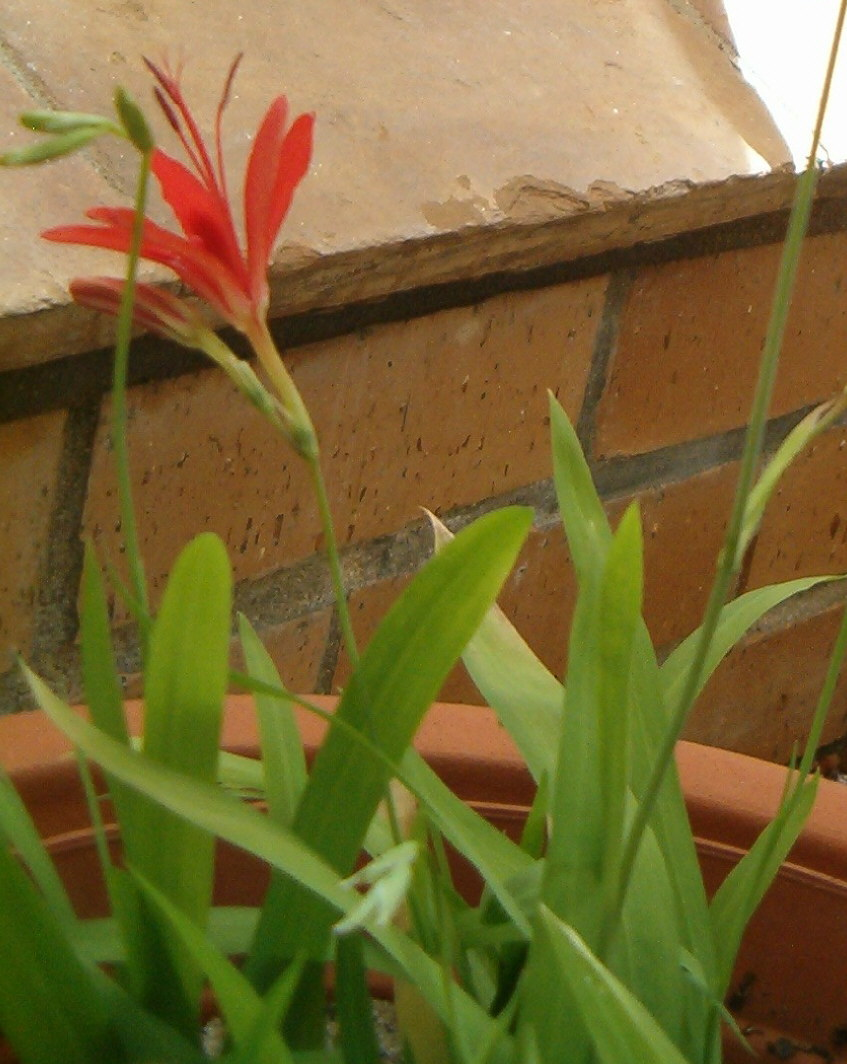
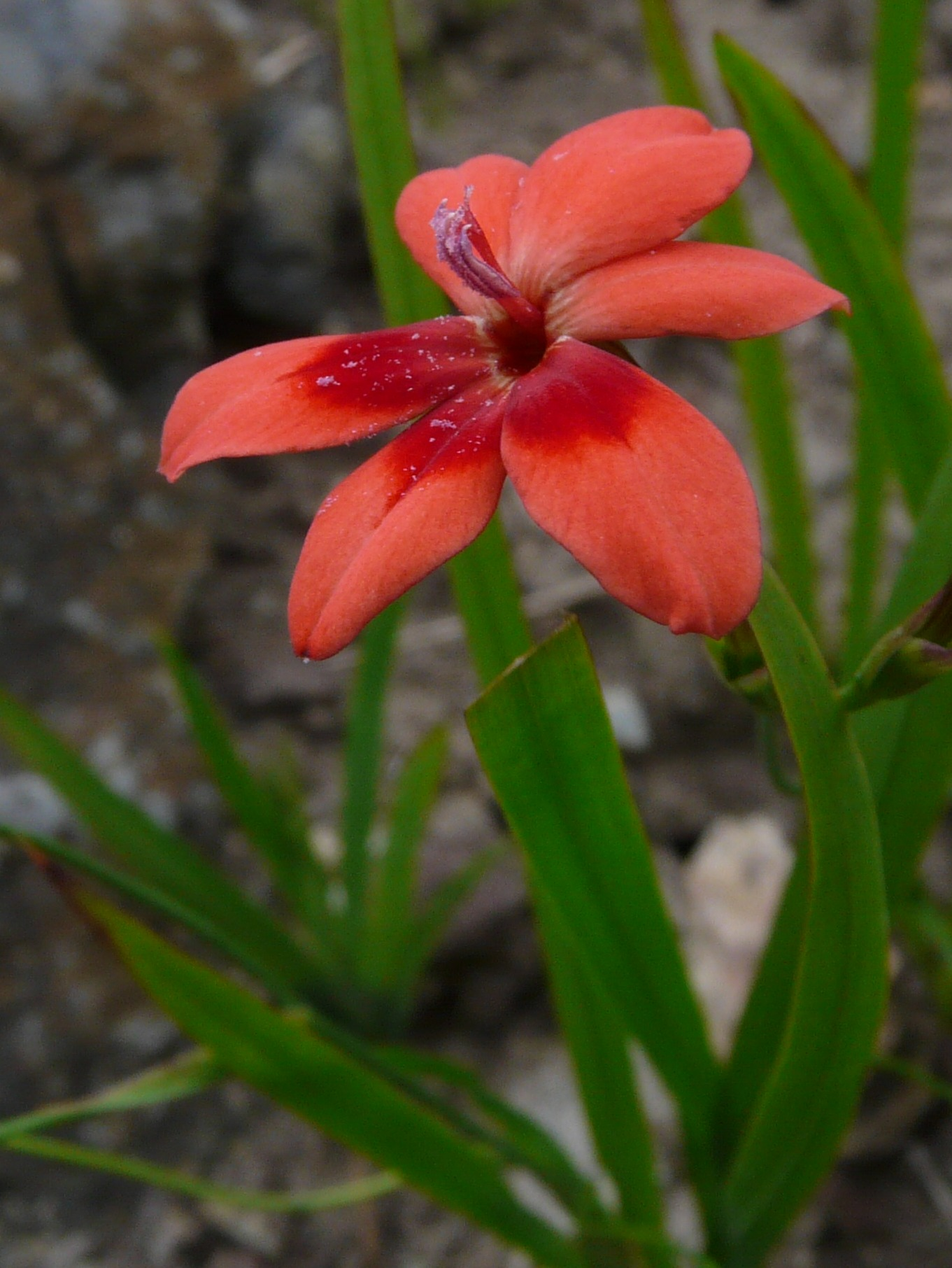
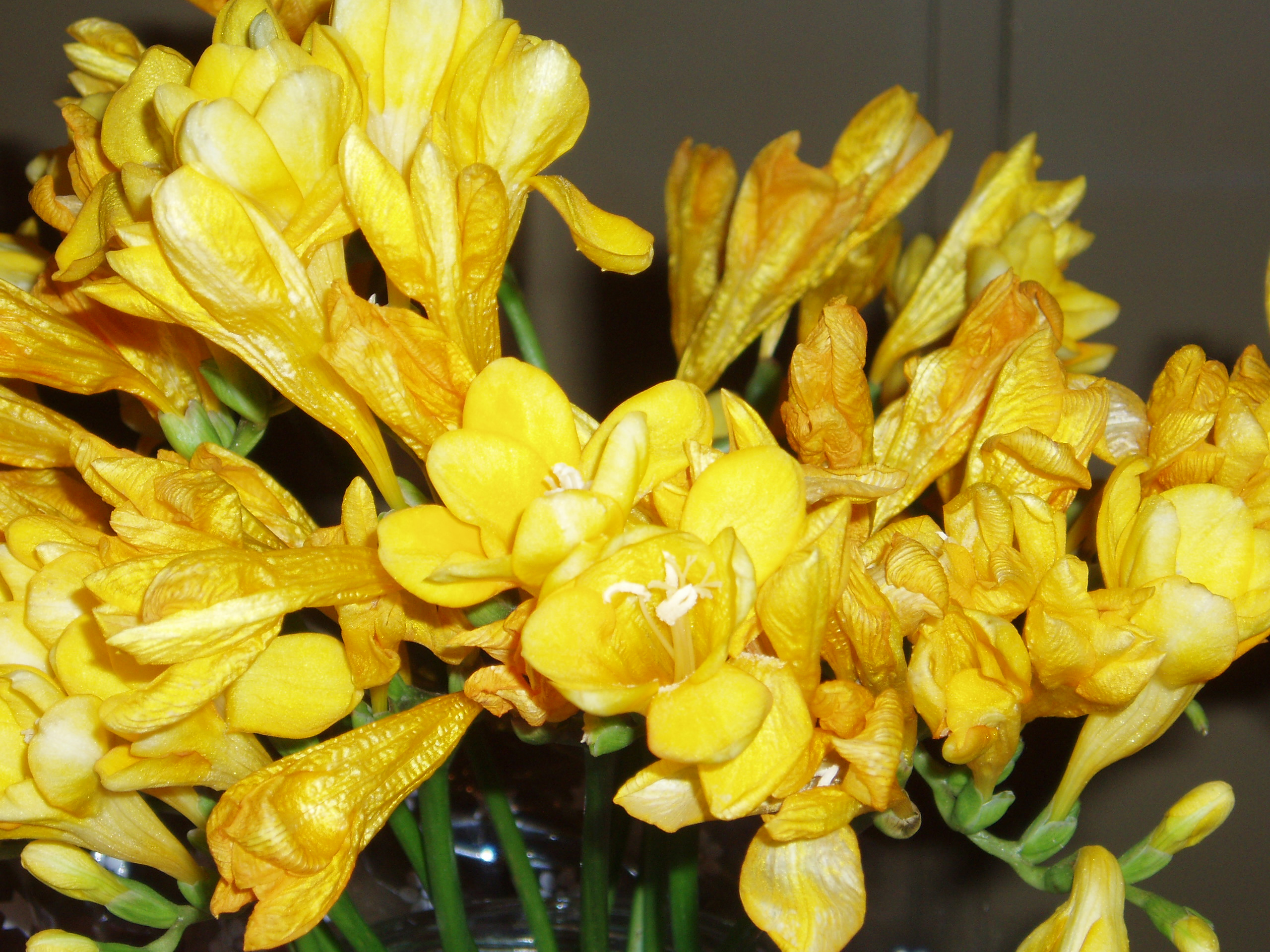
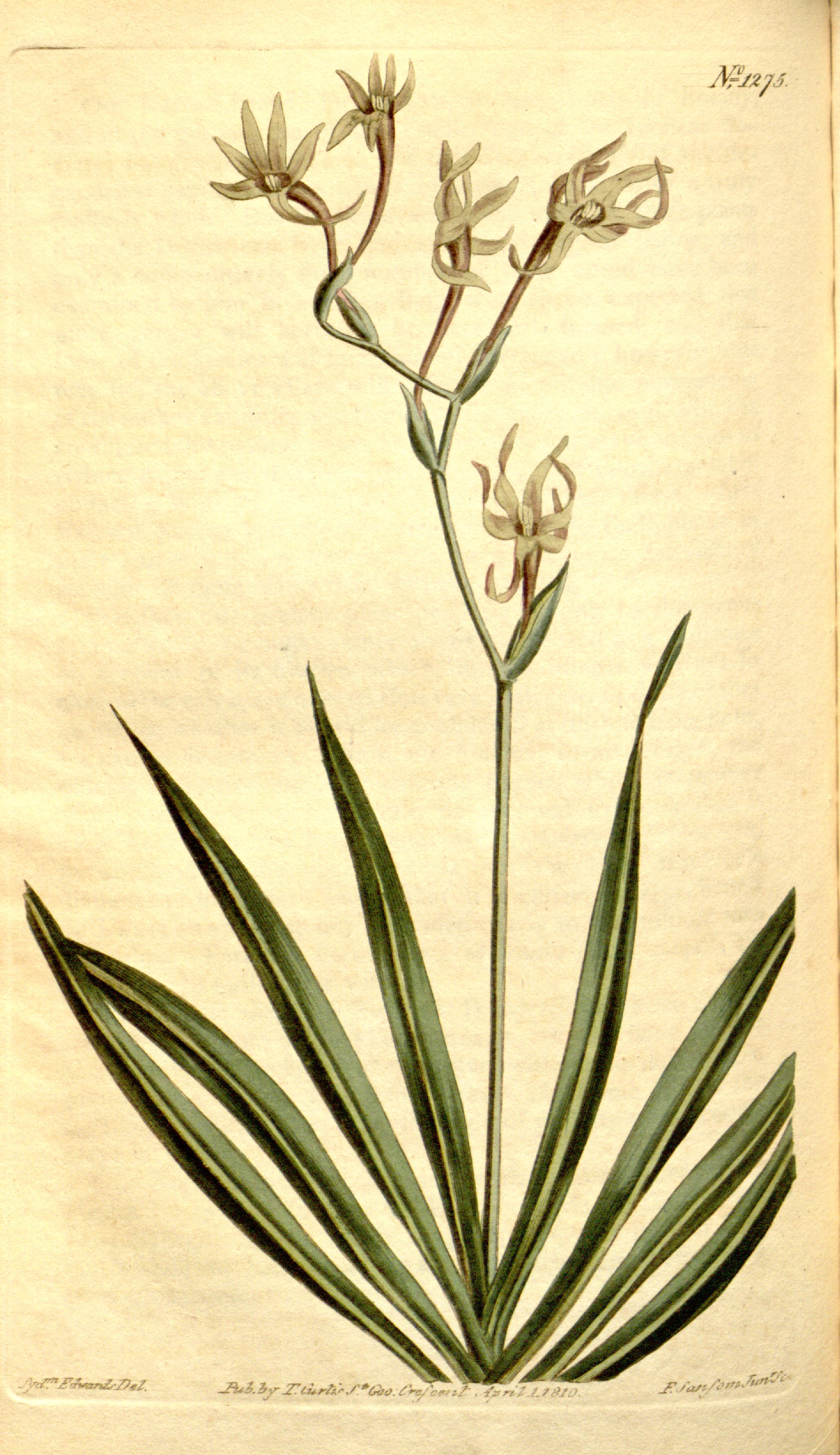
فريزة في مجلة كيرتس النباتية ، المجلد 31: ر. عام 1275 ، باسم Tritonia viridis